# 哈德
哈德（德語：Rhade）是德國下薩克森羅滕堡縣的一座村落，人口約1,100人，面積24.44平方公里。該地海拔13米，隸屬於不来梅王子大主教区。境內有博物館。